# Carcinoma de pulmão de células escamosas

Gráfico mostrando a incidência do câncer de pulmão de células escamosas (em azul, na parte superior à direita), comparada à de outros tipos de câncer de pulmão, com as frações de fumantes versus não fumantes para cada tipo.

O carcinoma de pulmão de células escamosas é um tipo de neoplasia maligna que se origina de células epiteliais alteradas do pulmão. Está intimamente relacionado a uma história de tabagismo, mais do que os outros tipos de câncer de pulmão.

## Incidência
De acordo com o Nurses' Health Study, o risco relativo de se desenvolver um carcinoma escamoso é de aproximadamente 5,5%, tanto entre os que fumaram de 1 a 20 anos quanto de 20 a 30 anos, em comparação com aqueçes que nunca fumaram. O risco relativo aumenta para 16, aproximadamente, com uma duração prévia do vício de 30 a 40 anos e para 22, com mais de 40 anos.